# Трегон
Трего́н (фр. Trégon, брет. Tregon-Poudour) — коммуна во Франции, находится в регионе Бретань. Департамент — Кот-д’Армор. Входит в состав кантона Плубале. Округ коммуны — Динан.
Код INSEE коммуны — 22357.

## География
Коммуна расположена приблизительно в 340 км к западу от Парижа, в 65 км северо-западнее Ренна, в 45 км к востоку от Сен-Бриё.
Коммуна расположена на южном берегу пролива Ла-Манш.

## Население
Население коммуны на 2008 год составляло 229 человек.
| 1962 | 1968 | 1975 | 1982 | 1990 | 1999 | 2008 |
| ---- | ---- | ---- | ---- | ---- | ---- | ---- |
| 202  | 240  | 253  | 249  | 259  | 260  | 229  |

## Экономика
В 2007 году среди 152 человек в трудоспособном возрасте (15—64 лет) 110 были экономически активными, 42 — неактивными (показатель активности — 72,4 %, в 1999 году было 77,2 %). Из 110 активных работали 99 человек (53 мужчины и 46 женщин), безработных было 11 (6 мужчин и 5 женщин). Среди 42 неактивных 13 человек были учениками или студентами, 15 — пенсионерами, 14 были неактивными по другим причинам.

## Достопримечательности
- Церковь Сен-Петрок (XI век). Исторический памятник с 1946 года[3]
- Дольмен Виль-Танги (эпоха неолита). Исторический памятник с 1963 года[4]
- Галерея-мегалит (гробница коридорного типа) Отьер (эпоха неолита). Исторический памятник с 1964 года[5]

## Фотогалерея

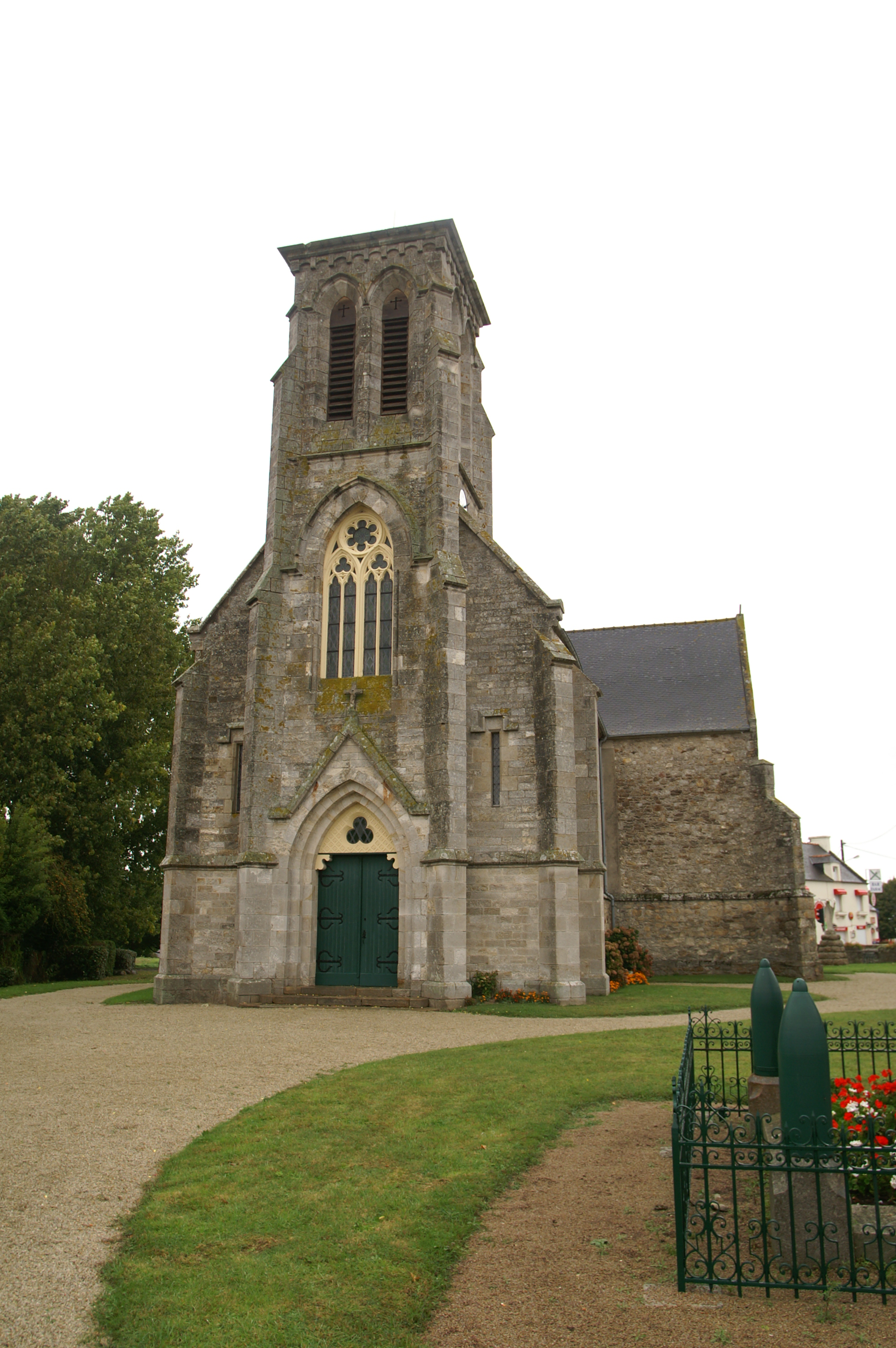
Церковь Сен-Петрок
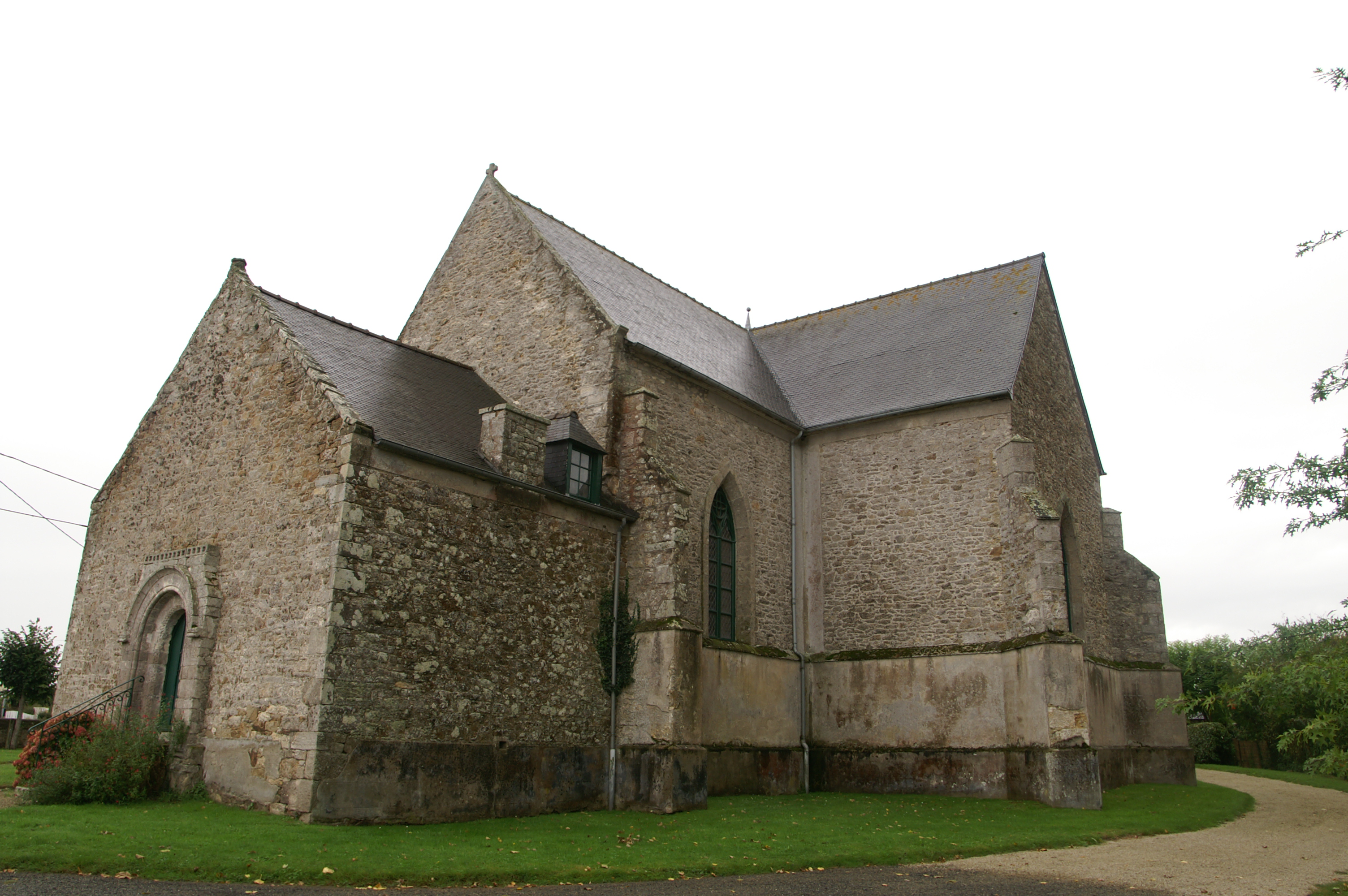
Церковь Сен-Петрок
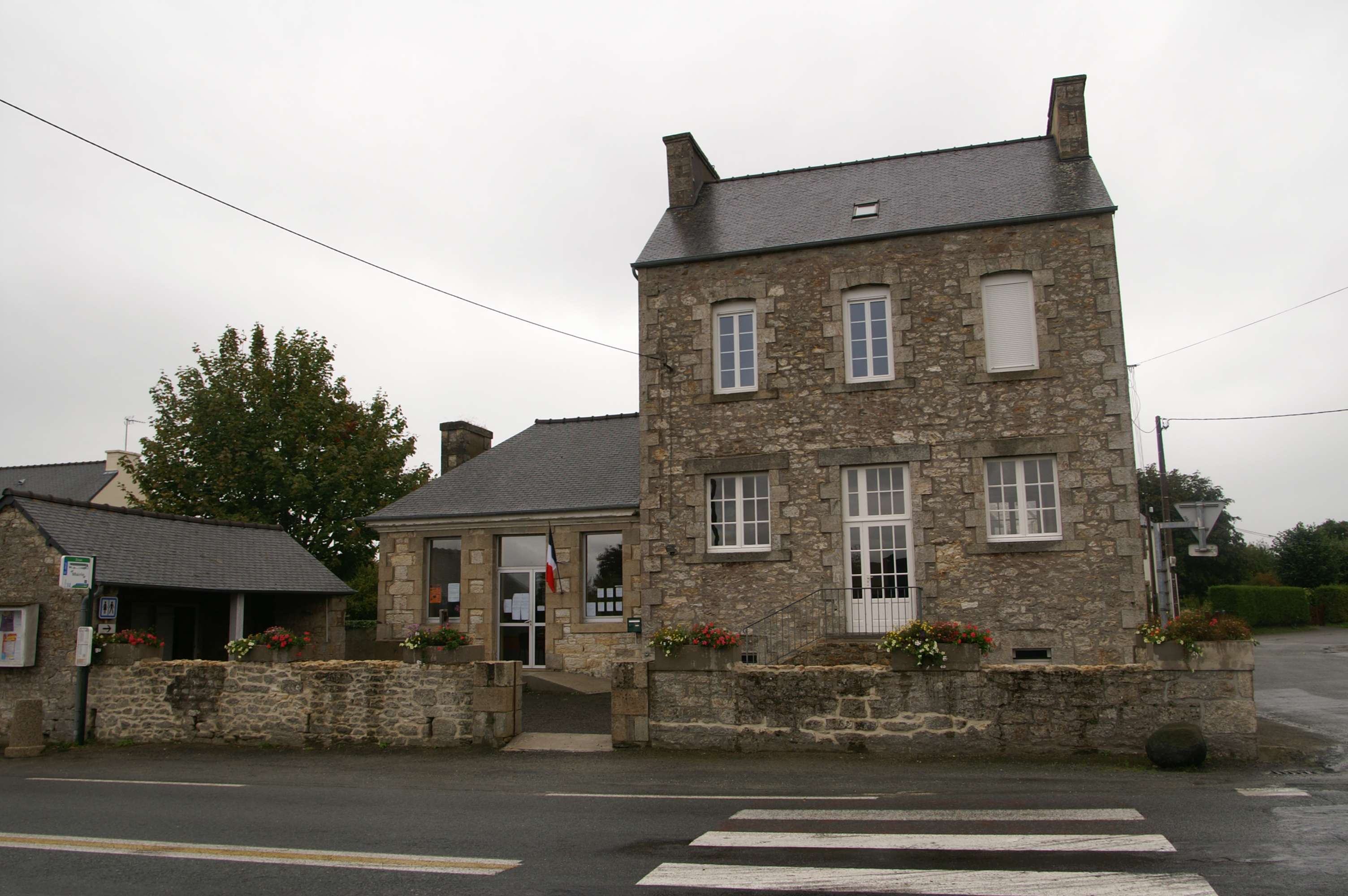
Мэрия
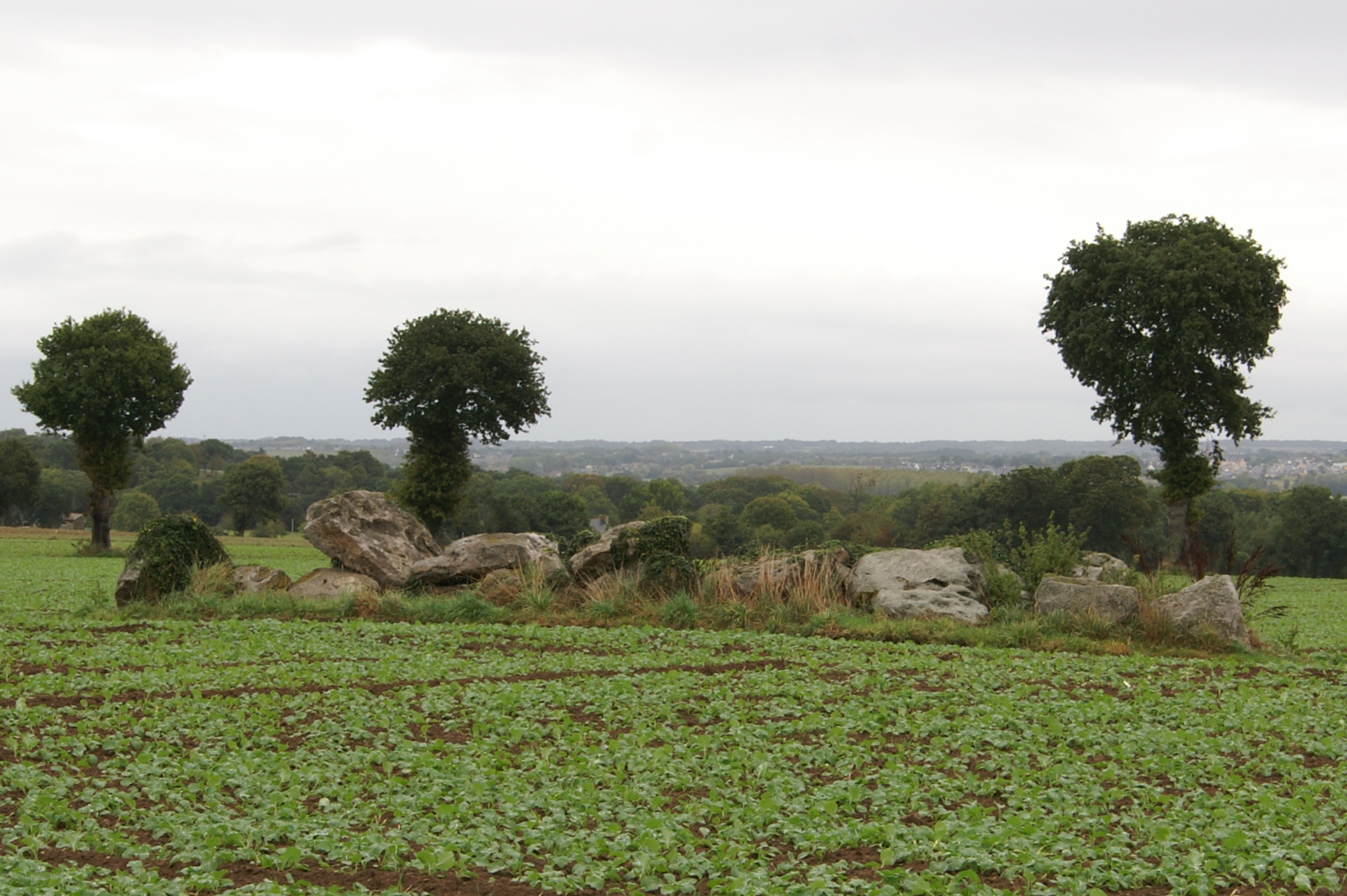
Галерея-мегалит Отьер